# Alpineskiën op de Olympische Winterspelen 1972
Alpineskiën is een van de sporten die beoefend werden tijdens de Olympische Winterspelen 1972 in Sapporo. Deze wedstrijden golden tevens als wereldkampioenschap.

## Heren

### Afdaling
| rang   | sporter(s)       | land | tijd    |
| ------ | ---------------- | ---- | ------- |
| Goud   | Bernhard Russi   | SUI  | 1:51.43 |
| Zilver | Roland Collombin | SUI  | 1:52.07 |
| Brons  | Heinrich Messner | AUT  | 1:52.40 |
| 4      | Andreas Sprecher | SUI  | 1:53.11 |
| 5      | Erik Håker       | NOR  | 1:53.16 |
| 6      | Walter Tresch    | SUI  | 1:53.19 |
| 7      | Karl Cordin      | AUT  | 1:53.32 |
| 8      | Robert Cochran   | USA  | 1:53.39 |
|        |                  |      |         |
| 42     | Robert Blanchaer | BEL  | 2:02.45 |

### Reuzenslalom
| rang   | sporter(s)         | land | tijd    |
| ------ | ------------------ | ---- | ------- |
| Goud   | Gustav Thöni       | ITA  | 3:09.62 |
| Zilver | Edmund Bruggmann   | SUI  | 3:10.75 |
| Brons  | Werner Mattle      | SUI  | 3:10.99 |
| 4      | Alfred Hagn        | FRG  | 3:11.16 |
| 5      | Jean-Noël Augert   | FRA  | 3:11.84 |
| 6      | Max Rieger         | FRG  | 3:11.94 |
| 7      | David Zwilling     | AUT  | 3:12.32 |
| 8      | Reinhard Tritscher | AUT  | 3:12.39 |
|        |                    |      |         |
| 34     | Robert Blanchaer   | BEL  | 3:29.38 |

### Slalom
| rang   | sporter(s)                | land | tijd    |
| ------ | ------------------------- | ---- | ------- |
| Goud   | Francisco Fernández Ochoa | ESP  | 1:49.27 |
| Zilver | Gustav Thöni              | ITA  | 1:50.28 |
| Brons  | Rolando Thöni             | ITA  | 1:50.30 |
| 4      | Henri Duvillard           | FRA  | 1:50.45 |
| 5      | Jean-Noël Augert          | FRA  | 1:50.51 |
| 6      | Eberhard Schmalzl         | ITA  | 1:50.83 |
| 7      | David Zwilling            | AUT  | 1:51.97 |
| 8      | Edmund Bruggmann          | SUI  | 1:52.03 |
|        |                           |      |         |
| 25     | Robert Blanchaer          | BEL  | 2:07.36 |

## Dames

### Afdaling
| rang   | sporter(s)            | land | tijd    |
| ------ | --------------------- | ---- | ------- |
| Goud   | Marie-Theres Nadig    | SUI  | 1:36.68 |
| Zilver | Annemarie Pröll       | AUT  | 1:37.00 |
| Brons  | Susan Corrock         | USA  | 1:37.68 |
| 4      | Isabelle Mir          | FRA  | 1:38.62 |
| 5      | Rosi Speiser          | FRG  | 1:39.10 |
| 6      | Rosi Mittermaier      | FRG  | 1:39.32 |
| 7      | Bernadette Zurbriggen | SUI  | 1:39.49 |
| 8      | Annie Famose          | FRA  | 1:39.70 |

### Reuzenslalom
| rang   | sporter(s)         | land | tijd    |
| ------ | ------------------ | ---- | ------- |
| Goud   | Marie-Theres Nadig | SUI  | 1:29.90 |
| Zilver | Annemarie Pröll    | AUT  | 1:30.75 |
| Brons  | Wiltrud Drexel     | AUT  | 1:32.35 |
| 4      | Laurie Kreiner     | CAN  | 1:32.48 |
| 5      | Rosi Speiser       | FRG  | 1:32.56 |
| 6      | Florence Steurer   | FRA  | 1:32.59 |
| 7      | Divina Galica      | GBR  | 1:32.72 |
| 8      | Britt Lafforgue    | FRA  | 1:32.80 |

### Slalom
| rang   | sporter(s)         | land | tijd    |
| ------ | ------------------ | ---- | ------- |
| Goud   | Barbara Cochran    | USA  | 1:31.24 |
| Zilver | Danielle Debernard | FRA  | 1:31.26 |
| Brons  | Florence Steurer   | FRA  | 1:32.69 |
| 4      | Judy Crawford      | CAN  | 1:33.95 |
| 5      | Annemarie Pröll    | AUT  | 1:34.04 |
| 6      | Pamela Behr        | FRG  | 1:34.27 |
| 7      | Monika Kaserer     | AUT  | 1:34.36 |
| 8      | Patricia Boydstun  | USA  | 1:35.59 |

## Medaillespiegel
| rang | land             | goud | zilver | brons | totaal |
| ---- | ---------------- | ---- | ------ | ----- | ------ |
| 1    | Zwitserland      | 3    | 2      | 1     | 6      |
| 2    | Italië           | 1    | 1      | 1     | 3      |
| 3    | Verenigde Staten | 1    | 0      | 1     | 2      |
| 4    | Spanje           | 1    | 0      | 0     | 1      |
| 5    | Oostenrijk       | 0    | 2      | 2     | 4      |
| 6    | Frankrijk        | 0    | 1      | 1     | 2      |
|      |                  | 6    | 6      | 6     | 18     |